# Feliks Ruczka
Feliks Ruczka (ur. 1845) – powstaniec styczniowy, oficer i funkcjonariusz, urzędnik.

## Życiorys
Feliks Ruczka urodził się w 1845. Był synem Jana.
Jako student II roku instytutu technicznego w Krakowie brał udział w powstaniu styczniowym 1863. W szeregach oddziału majora Andrzeja Łopackiego brał udział w wyprawie na Miechów, gdzie doszło do bitwy 17 lutego 1863. Następnie był zaangażowany w akcje przemycania broni z Galicji do Królestwa, po czym ponownie wstąpił do szeregów oddziału Dionizego Czachowskiego i brał udział bitwach pod Rybnicą (20 października 1863) i pod Jurkowicami (21 października 1863). Tam został dwukrotnie postrzelony w lewą rękę i otrzymał 11 ran od bagnetu. W lutym 1864 został zatrzymany przez huzarów austriackich. Przez 11 miesięcy był osadzony w więzieniu w Tarnowie. W powstaniu styczniowym brał udział także Julian Ruczka (ur. 1840 w Pieniążkach, adwokat).
Po odzyskaniu wolności został żołnierzem (później oficerem) C. K. Armii. Około 1867/1868 był kadetem w szeregach 57 pułku piechoty (Pesth-Ofen/Tarnów). 28 października 1868 został wybrany naczelnikiem ochotniczej straży pożarnej w Sanoku. Został zweryfikowany w stopniu kadeta piechoty liniowej z dniem 1 listopada 1870. W tym, charakterze ponownie był żołnierzem służby stałej 57 pułku piechoty od około 1870, około 1871-1873 pełnił funkcję zastępcy oficera. Został awansowany na stopień porucznika z dniem 1 maja 1873. Od tego czasu jako oficer nadkompletowy 57 pułku był przydzielony do C. K. Żandarmerii (wówczas porucznikiem 57 pułku był także Stanisław Ruczka). Został zweryfikowany w stopniu porucznika żandarmerii z dniem 1 maja 1873. Przeniesiony z 57 pułku od 30 maja 1874 do około 1876 był oficerem Komanda Żandarmerii Krajowej Nr 5 dla Galicji z siedzibą we Lwowie. W tym okresie od około 1874 do około 1876 był komendantem oddziału żandarmerii nr 9 w Sanoku z 14 posterunkami. W czerwcu 1876 został przeniesiony z powrotem z C. K. Żandarmerii do C. K. Armii i wcielony do macierzystego 57 pułku piechoty, w którym był porucznikiem rezerwy (z dniem 1 listopada 1872). Po przeniesieniu do C. K. Obrony Krajowej początkowo zweryfikowany w stopniu kadeta w grupie nieaktywnych z dniem 1 stycznia 1870. Przydzielony do 62 galicyjskiego batalionu piechoty obrony krajowej w Stanisławowie od stycznia 1877 do około 1878 pełnił funkcję zastępcy oficera w grupie nieaktywnych. Następnie został zweryfikowany w stopniu porucznika z dniem 23 września 1878 w grupie nieaktywnych. W tym stopniu pozostawał przydzielony do 62 batalionu w latach około 1878-1880. W 1880 odszedł ze służby wojskowej i wówczas zamieszkiwał w Sanoku.
W latach 70. był członkiem dyrekcji Towarzystwa Zaliczkowego w Sanoku (zał. 1871). 19 kwietnia 1877 został wybrany kontrolerem Towarzystwa Zaliczkowego w Sanoku (zarejestrowanego 6 sierpnia 1877). W latach 90. był urzędnikiem Powiatowego Towarzystwa Zaliczkowego w Sanoku. W tym czasie w Kasie zaliczkowej pracował jako buchalter, kontroler. W 1904 Feliks Ruczka i Paweł Hydzik zostali zwolnieni z urzędowania w Powiatowym Towarzystwie Zaliczkowym z uwagi na ustalone straty w tej instytucji, zaś powołana w celu sprawdzenia tego komisja nie dopatrzyła się ich nieuczciwości. Obaj zażądali odszkodowania za swoje zwolnienie. Cała historia była określana jako „sprawa Ruczka & Hydzik”.
W latach 80. był radnym Rady Miejskiej w Sanoku. Na początku tej dekady nadal figurował jako naczelnik o.s.p. w Sanoku. Był członkiem sanockiego gniazda Polskiego Towarzystwa Gimnastycznego „Sokół” (ok. 1892/1893). Od około 1908 był cechmistrzem C. K. urzędu cechowniczego miar i wag nr 14 w Sanoku. 9 sierpnia 1896 brał udział w wyścigu kolarskim w Rymanowie w grupie dla zawodników powyżej 40 roku życia. Na początku XX wieku pozostawał znawcą w zakresie pożarniczym.
Był żonaty z Adelą Pauliną z domu Heldt (córka oficera wojskowego majora Karola Heldta i siostra urodzonego w Sanoku powstańca styczniowego Ferdynanda Heldta). Ich dziećmi byli: Aleksander Juliusz Feliks (ur. 7 października 1877, absolwent C. K. Gimnazjum w Sanoku z 1895, doktor medycyny, lekarz, podczas II wojny światowej więziony w Sierdłowsku, zmarły w wieku 74 lat tj. ok. 1951), Maria Wanda (ur. 26 stycznia 1879, zm. w stanie panieńskim 22 października 1906 w Sanoku w wieku 27 lat), Feliks Ludwik Stanisław (ur. 15 kwietnia 1882 w Sanoku, urzędnik pocztowy, od 1905 żonaty z Gustawą Lorenc), Martyna Karola Leonia (ur. 27 czerwca 1883, od 1901 zamężna z urzędnikiem kolei żelaznej Ludomirem Rudolfem Gałuszką).